# Hercules (beer)

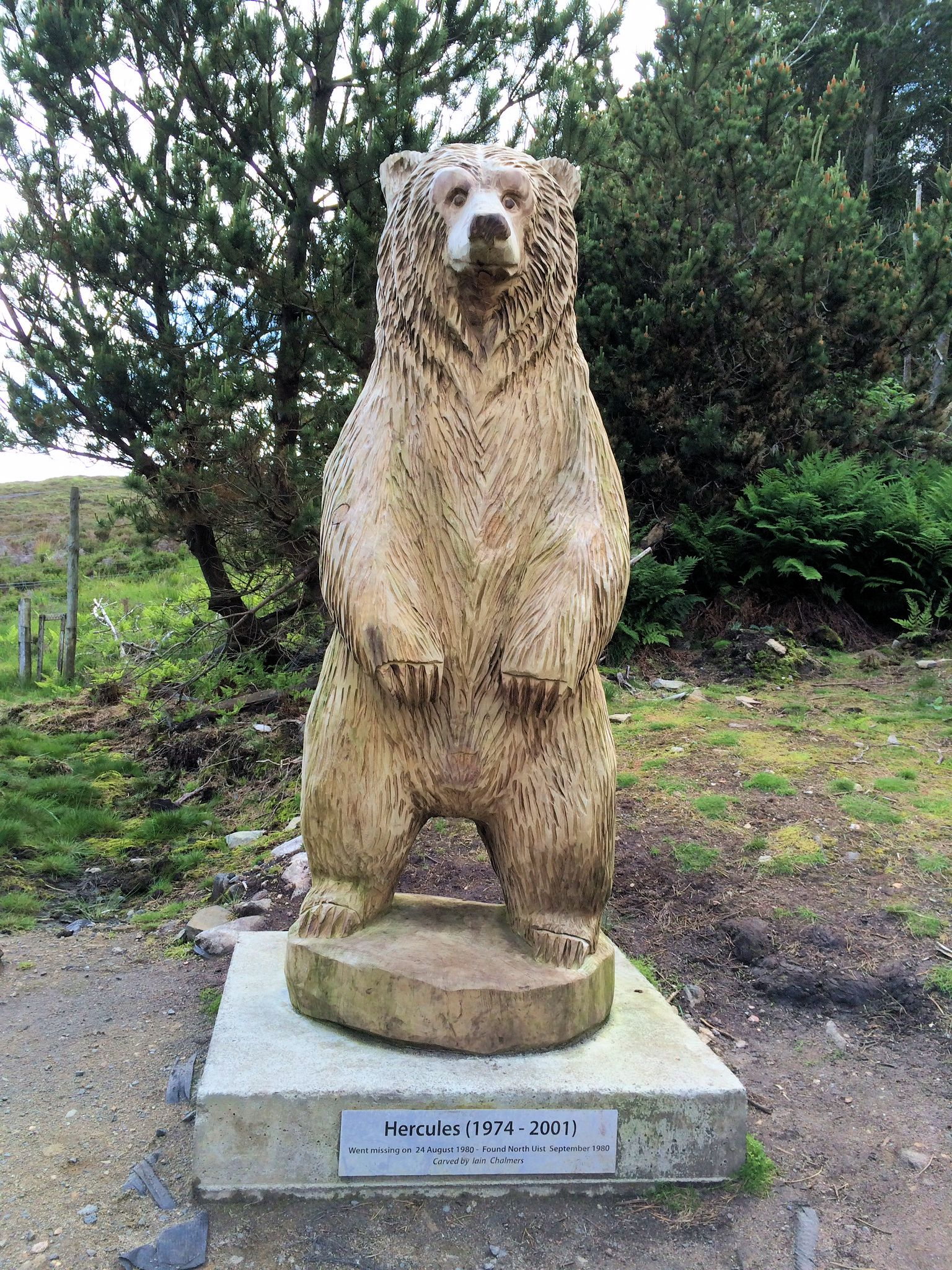
Standbeeld te North Uist

Hercules (1975 – Dunblane, 4 februari 2000) was een getemde grizzlybeer in Schotland die bekend werd door zijn voorkomen in reclame en films.

## Biografie
Hercules werd in 1976 gekocht voor 50 Pond door Andy en Maggie Robin van The Highland Wildlife Park te Kingussie. Andy Robin was een worstelaar en kreeg het idee om zelf een beer te adopteren nadat hij tegen een beer had moeten worstelen in Maple Leaf Gardens.
Andy en Maggie maakten een promofilmpje voor hun worstelende beer Hercules in de bekendheid te brengen. In de late '70 kwam Hercules zo in het worstelmilieu terecht en genoot hierdoor enige bekendheid. Hercules werd internationaal bekend toen hij tijdens een opname van een promotie filmpje wist te ontsnappen. De hierop volgende zoektocht werd internationaal nieuws. Na enkele dagen werd de zoekactie vruchteloos beëindigd. Op 13 september 1980 werd hij opnieuw gezien en enige tijd later gevangengenomen. Hercules was uitgehongerd omdat hij zo tam was dat hij geen dier of mens had aangevallen. Onmiddellijk werd hij hierdoor internationaal bekend als de getemde brave beer die liever verhongert dan aanvalt. Dit leverde Hercules de bijnaam Big Softy en grotere en bekendere rollen op in films naast documentaires en shows. The Big Softy werd ook gebruikt in een reclamespotje voor toiletpapiermerk Kleenex.
Hercules werd uitgenodigd in meerder shows, waaronder The Merv Griffin Show en Good Morning America, en de Universiteit van Californië.
Tijdens een BBC-opname viel Hercules en had, mede door het vele rechtop moeten lopen, een verschoven wervel. Hierdoor was stappen onmogelijk geworden. Door training van Andy Robin kon Hercules even terug stappen maar tijdens de daarop winterslaap was hij opnieuw lam.

## Filmografie
Naast vele reclamecampagnes waaronder voor Kleenex verscheen hij ook in grotere producties
- 1983 - James Bond - Octopussy, film
- 2000 - Eyewitness Bear, BBC-documentaire
- 2013 - Hercules the Human Bear, BBC-documentaire

## Erkentelijkheid
- Hercules werd door Margret Thatcher ontvangen.[1]
- Titel van "Personality of the Year" door de Scottish Tourist Board
- 2013 - Een standbeeld van Hercules werd in zijn gedachtenis opgericht te North Uist
- 2014 - Channel 5 maakte en  toonde een documentaire over het leven van Hercules. Deze werd uitgezonden op 3 april 2014 en later ook door telefact in België.